# Seria A polska w rugby (1998/1999)
Seria A polska w rugby (1998/1999) – czterdziesty trzeci sezon najwyższej klasy ligowych rozgrywek klubowych rugby union w Polsce. Tytuł mistrza Polski zdobyło Ogniwo Sopot, drugie miejsce zajęła Arka Gdynia, a trzecie Lechia Gdańsk.

## Uczestnicy rozgrywek
W rozgrywkach wzięło udział wszystkie sześć drużyn grających w Serii A w poprzednim sezonie: Lechia Gdańsk, Ogniwo Sopot, AZS AWF Warszawa, Budowlani Łódź, Dębica Lincer Pruszcz Gdański i Budowlani Lublin oraz dwie najlepsze drużyny Serii B z poprzedniego sezonu: debiutująca na najwyższym poziomie rozgrywek Arka Gdynia i Orkan Sochaczew.

## Przebieg rozgrywek
Rozgrywki toczono systemem jesień – wiosna, każdy z każdym, mecz i rewanż. Ostatnia drużyna tabeli Serii A spadała do Serii B.
Wyniki spotkań:
|                               | Lechia Gdańsk | Ogniwo Sopot | AZS AWF Warszawa | Budowlani Łódź | Dębica Lincer Pruszcz Gdański | Budowlani Lublin | Arka Gdynia | Orkan Sochaczew |
| Lechia Gdańsk                 | –             | 31:3         | 25:18            | 40:17          | 22:15                         | 88:22            | 37:18       | 111:20          |
| Ogniwo Sopot                  | 26:21         | –            | 24:3             | 43:10          | 18:7                          | 47:28            | 12:13       | 27:13           |
| AZS AWF Warszawa              | 10:20         | 15:25        | –                | 13:3           | 26:20                         | 57:21            | 10:0        | 36:7            |
| Budowlani Łódź                | 14:13         | 34:17        | 13:12            | –              | 20:6                          | 36:20            | 14:19       | 42:20           |
| Dębica Lincer Pruszcz Gdański | 32:30         | 5:20         | 15:6             | 20:6           | –                             | 17:0             | 8:12        | 10:10           |
| Budowlani Lublin              | 8:43          | 23:30        | 18:10            | 14:9           | 14:31                         | –                | 8:52        | 8:23            |
| Arka Gdynia                   | 17:10         | 8:29         | 12:8             | 21:9           | 23:19                         | 36:6             | –           | 54:5            |
| Orkan Sochaczew               | 5:45          | 14:36        | 14:14            | 19:20          | 0:24                          | 19:24            | 14:30       | –               |

Tytuł mistrza Polski zdobyło Ogniwo Sopot, drugie miejsce zajęła Arka Gdynia, a trzecie Lechia Gdańsk.

## Seria B
Równolegle z rozgrywkami Serii A odbywała się rywalizacja w Serii B. Wzięło w niej udział sześć drużyn, które rozgrywały mecze zgodnie z zasadą każdy z każdym, mecz i rewanż. Najlepsza drużyna awansowała do Serii A.
Tabela końcowa Serii B (na zielono wiersz z drużyną, która awansowała do Serii A):
| Pozycja | Drużyna             |
| ------- | ------------------- |
| 1       | Posnania Poznań     |
| 2       | Pogoń Siedlce       |
| 3       | Juvenia Kraków      |
| 4       | Budowlani Olsztyn   |
| 5       | Skra Warszawa       |
| 6       | Frogs & Co Warszawa |

## Inne rozgrywki
W finale Pucharu Polski Ogniwo Sopot pokonało AZS AWF Warszawa 16:14. W mistrzostwach Polski juniorów zwycięstwo odniosło Ogniwo Sopot, a wśród kadetów Budowlani Łódź. 

## Nagrody
Najlepszym zawodnikiem został wybrany przez Polski Związek Rugby Marek Janulewicz, a trenerami Stanisław Dasiuk.